# عبد العزيز أبو الليل
عبد العزيز أبو الليل (23 ديسمبر 1924 - 4 يناير 1983) هو ممثل أفلام وممثل تلفزيوني وممثل مسرحي مصري.

## حياته ومسيرته
ولد بالقاهرة 23 ديسمبر 1924، تخرج من المعهد العالي للفنون المسرحية، تميز أبو الليل بأدوار الشر، ويعتبر من الممثلين المتميزين في عالم المسرح والسينما، توفي في 4 من شهر يناير سنة 1983، بعد ظروف مع المرض.

## أعماله[3]
الواحدة بعد منتصف الليل
1988 - مسلسل
حمدي عبدالمجيد (أبو أحمد)
جوهرة القصر
1984 - مسلسل
مسافرون
1983 - مسلسل
أبو إبراهيم
أبناء العطش
1982 - مسلسل
إسماعيل
ثلاثة في قطار
1982 - مسلسل
كان ياما كان
1982 - مسلسل
ليل الغربة
1982 - مسلسل
واشهد يازمن
1982 - مسلسل
الحادث
1981 - مسلسل
الغريب والجبل
1981 - مسلسل - اذاعي
دمراني
اللعبة
1981 - مسلسل
العمدة - والد معتز
سباق الثعالب
1981 - مسلسل
درويش
محمد رسول الله ج2
1981 - مسلسل
يصهر
ولسه بحلم بيوم
1981 - مسلسل
سند البنهاوي
دموع بلا خطايا
1980 - فيلم
راس القط
1980 - مسلسل
زينب والعرش
1980 - مسلسل
رمضان السبع
إلاّ الدمعة الحزينة
1979 - مسلسل
رشوان
الأيام
1979 - مسلسل
الشوارع الخلفية
1979 - مسلسل
العملاق
1979 - مسلسل
القضية 512
1979 - مسلسل
العمدة
المغنواتي
1979 - فيلم
فواكه الشعراء
1979 - مسلسل
نفوس معذبة
1979 - مسلسل
هي والمستحيل
1979 - مسلسل
إبراهيم
أحلام الفتى الطائر
1978 - مسلسل
موسى
قطار منتصف الليل
1978 - مسلسل
ناظر المحطة
الحقيقة .. ذلك المجهول
1977 - مسلسل
عزت عبدالسلام
قرية الرعب
1977 - مسلسل
مفتاح
لا شيء يهم
1977 - مسلسل
مارد الجبل
1977 - مسلسل
درويش
حكمتك يارب
1976 - فيلم
المعلم سلامة
خان الخليلي
1976 - مسلسل
والد احمد ورشدي
شاهد ماشفش حاجة
1976 - مسرحية
يا رب توبة
1975 - فيلم
عبدالباقى سويلم - وكيل عزبة الباشا
الأبطال
1974 - فيلم
إبراهيم الهواري
العمالقة
1974 - فيلم
توفيق
أغنية على الممر
1972 - فيلم
الفارس الأسود
1972 - مسلسل - اذاعي
حكاية بنت اسمها مرمر
1972 - فيلم
الجنة العذراء
1970 - مسلسل
سيداتي آنساتي
1970 - مسلسل
الرجل ذو الخمسة وجوه
1969 - مسلسل
عالم مضحك جداً
1968 - فيلم
عصابة
القاهرة والناس
1967 - مسلسل
وابور الطحين
1966 - مسرحية
الأرانب
1965 - مسرحية
الشيخ معروف
فتاة الميناء
1964 - فيلم
البرنس
بطل للنهاية
1963 - فيلم
مصطفى من العصابة
شخصيات تبحث عن مؤلف
1961 - مسلسل - اذاعي
الست نواعم
1958 - فيلم
قطار الليل
1953 - فيلم
المراكبى
أدركني يا دكتور
0 - مسلسل
مخلوف / ح أقدار
أغرب القضايا
0 - مسلسل - اذاعي
قضية وليام مارتن
الإنسان الطيب
0 - مسرحية
الجدران الدافئة
0 - مسلسل - اذاعي
قناوي عبدالمتعال
الحب الصامت
0 - مسلسل - اذاعي
الرحمة المهداة
0 - سهرة تليفزيونية
المشاغب
0 - مسلسل - اذاعي
الميلاد
0 - سهرة تليفزيونية
ضيف السهرة / والد حسين
انا وصديقي والحب
0 - مسلسل - اذاعي
عوف أبو ياسمين
أيوب المصري
0 - مسلسل - اذاعي
همام
بلدتنا
0 - مسرحية
سالم وسالمين
0 - مسلسل - اذاعي
شروق الإسلام
0 - مسرحية
المقوقس
فرحة
0 - مسلسل - اذاعي
قدر ومكتوب
0 - مسلسل - اذاعي
وفية والزمن
0 - مسلسل - اذاعي
يوليوس قيصر
0 - مسلسل - اذاعي